# Мариян
Мариян — село в Григориопольском районе непризнанной Приднестровской Молдавской Республики. Вместе с сёлами Гыртоп, Бруслаки и Мокряки входит в состав Гыртопского сельсовета.

## География
Село расположено на расстоянии 18 км от города Григориополь и 54 км от г. Кишинёв.

## Население
По данным 2008 года, в селе Мариян проживало 30 человек.

## История
Первое документальное упоминание о селе Мариян датировано 1866 годом.
Село Мариян было основано молдаванами с правого берега Днестра, бежавшими в этот регион из-за чрезмерного налогового гнёта.